# Antonio Cortés

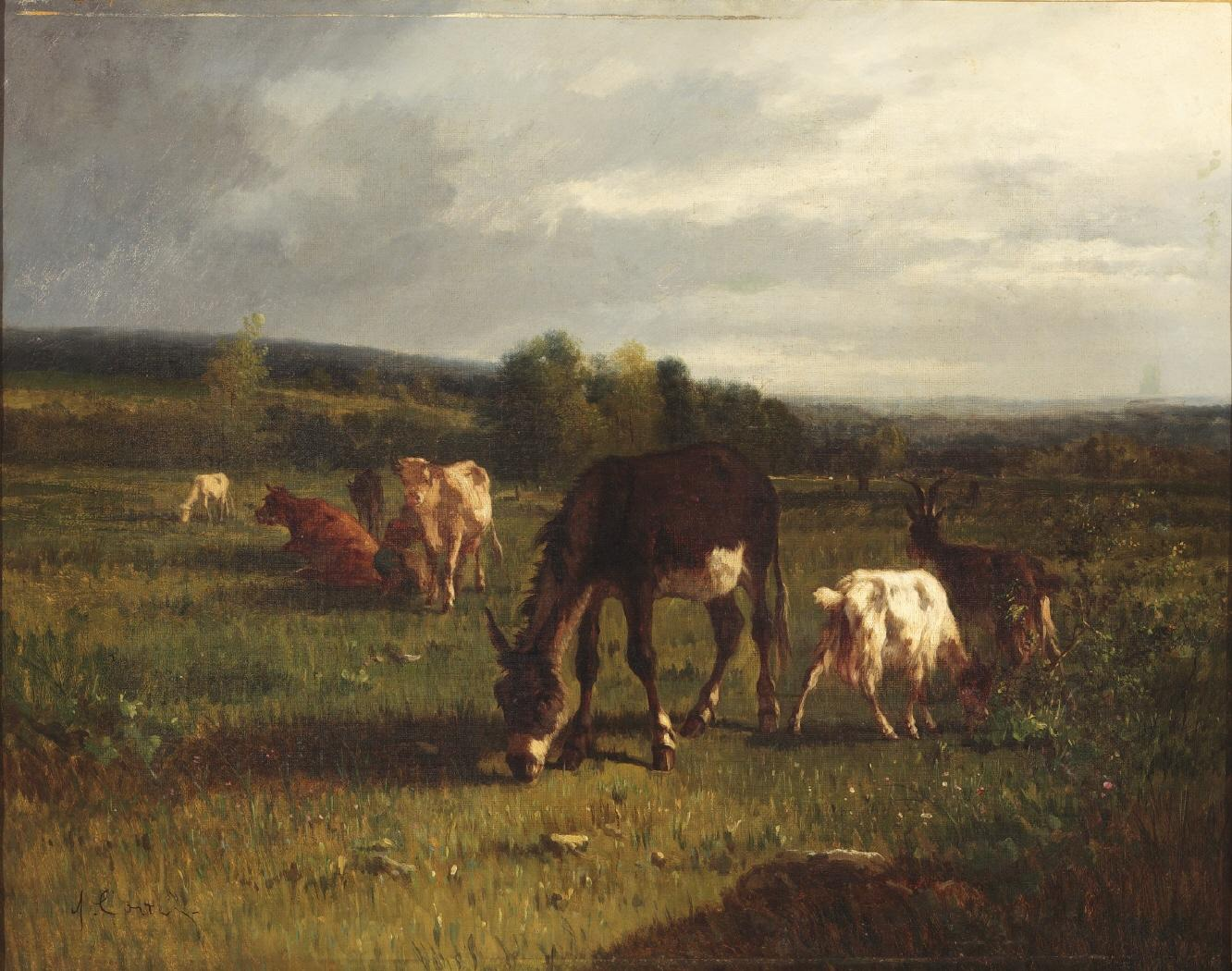
Landschaft mit Vieh, 50 × 64 cm, Madrid

Antonio Cortés (auch Antonio Cortés y Aguilar; * 10. März 1827 in Sevilla; † 14. März 1908 in Lagny-sur-Marne) war ein spanisch-französischer Maler.
Sein Bildwerk widmet sich fast ausschließlich der Landschaft und dem Tiergenre mit Darstellungen der französischen Landschaft, einschließlich des Weidens von Haustieren.
Er bildete sich an der Königlichen Akademie der Schönen Künste der heiligen Elisabeth von Ungarn (Real Academia de Bellas Artes de Santa Isabel de Hungría) in Sevilla aus und zog 1855 nach Paris anlässlich der Weltausstellung Paris 1855. Er wohnte bis zu seinem Tode 1908 in Lagny-sur-Marne. Seine Arbeiten sind im Museum der Romantik in Madrid (Museo del Romanticismo) (Bild: Landschaft mit Vieh) und in der Bellver-Sammlung (Museo Bellver) in Sevilla (Bild: Landschaft mit Hirten und Herde) vertreten.
Antonio hatte einen Bruder Andrés Cortés y Aguilar (1812–1879), der ebenfalls Künstler war. Sein Sohn war Édouard Cortès, ein französischer Maler des Spätimpressionismus.